# Сікорчик чубатий
Сікорчик чубатий (Leptopoecile elegans) — вид горобцеподібних птахів родини довгохвостосиницевих (Aegithalidae).

## Поширення
Вид досить поширений у Центральному Китаї від Внутрішньої Монголії до Тибету. Оскільки птаха спостерігали на самому кордоні з Індією, вважається, що він трапляється також на північному заході штату Аруначал-Прадеш.

## Опис
Дрібний птах завдовжки 10 см, вагою 8 г. Тіло пухке з великою сплющеною головою, коротким конічним дзьобом, короткими загостреними крилами та довгим квадратним хвостом. У самців лоб, маківка, шия та брови сріблясто-сірі; спина, щоки та сторони шиї червонувато-коричневі; горло та груди рожеві; боки та черево — винно-червоні; крила та хвіст — коричневі; крижі — синього кольору.
У самиць горло і груди білі, решта забарвлення схоже на забарвлення самців, лише блідіше. В обох статей дзьоб і ноги чорнуваті, а очі темно-карі.

## Спосіб життя
Живе у хвойних лісах з переважанням ялини. Трапляється парами або невеликими сімейними зграями. Проводить більшу частину часу у пошуках поживи серед чагарників. Живиться комахами, павуками та іншими дрібними безхребетними, зрідка ягодами і насінням. Моногамні птахи. Біологія розмноження виду погано вивчена.